# 圣救主、圣母和圣威廉巴主教座堂 (艾希施泰特)
圣救主、圣母和圣威廉巴主教座堂（St. Salvator, U.L. Frau und St. Willibald）位于德国巴伐利亚艾希施泰特，是天主教艾希施泰特教区的主教座堂，建于8世纪，长达98米，曾是中世纪巴伐利亚最重要的地标建筑之一。

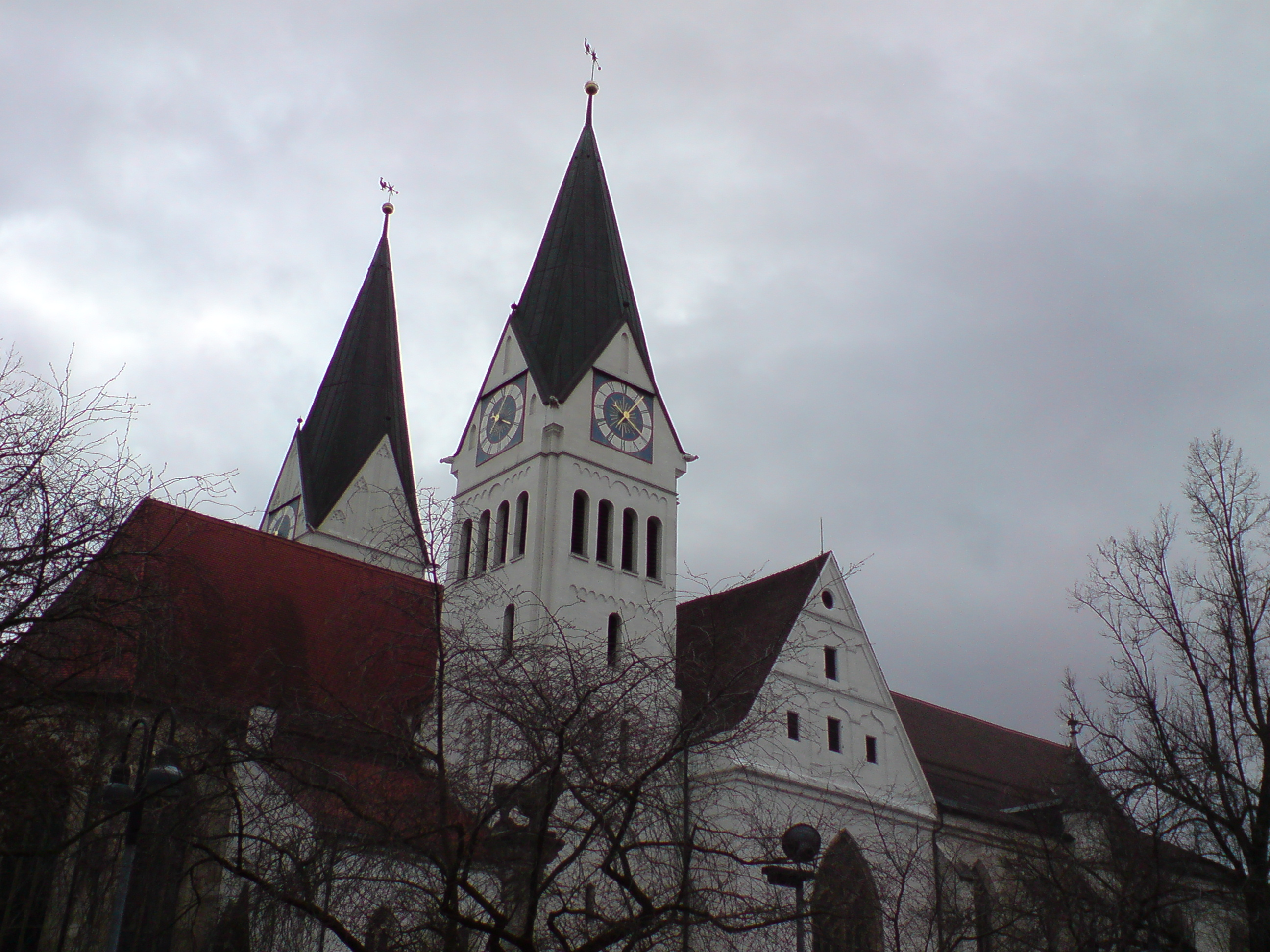
艾希施泰特主教座堂

48°53′31″N 11°11′01″E / 48.89194°N 11.18361°E